# محمد بن فريرة
محمد بن فريرة الملقب الذباح هو باي المدية وحاكم بايلك التيطري ضمن أيالة الجزائر في العهد العثماني. امتد حكمه بين سنتي 1794 و1799 حيث مات مقتولاً في إحدى المعارك ليخلفه فيما بعد إبراهيم التلمساني.